# Григорьев, Евгений Николаевич (политик)
Евге́ний Никола́евич Григо́рьев (род. 5 октября 1985, с. Диринг, Чурапчинский район, Якутская АССР, РСФСР, СССР) — глава городского округа «город Якутск» со 2 апреля 2021 года, член партии «Единая Россия». Является одним из победителей всероссийского конкурса Лидеры России в 2018-2019 гг.

## Биография
По материнской линии Евгений приходится дальним родственником якутскому писателю и поэту Алексею Кулаковскому. Родители, Анна Саввична и Николай Семёнович, познакомились в Томске в студенческие годы. Отец родом из Вилюйска, а мать из Чурапчинского района. Оба из многодетных семей (в каждой по одиннадцать детей).
В 2008 году окончил Московский государственный технический университет имени Н. Э. Баумана по специальности «менеджмент организации», специализация — государственное регулирование экономических ресурсов. В 2015 году окончил Московский государственный юридический университет имени О. Е. Кутафина, диплом бакалавра по специальности «Юриспруденция». В 2016 году окончил Российскую академию народного хозяйства и государственной службы. 
В 2017 году назначен на должность директора по проектному управлению ГАУ ДПО «Высшая школа инновационного менеджмента при Главе Республики Саха (Якутии)». В 2018 году назначен на должность генерального директора ОО МСЗ «Агентство по развитию территорий» города Якутска. В 2019 году назначен на должность заместителя главы города Якутска по развитию территорий. В 2021 году назначен на должность первого заместителя главы города Якутска по развитию территорий. 2 апреля 2021 года назначен на пост исполняющего обязанности главы города Якутска, в этом же году был избран главой городского округа «город Якутск».
Женат, имеет троих детей.